# Сніг на зеленому листі
«Сніг на зеленому листі» — українська пісня про кохання, особливо популярна в 1960-і і 1970-ті роки.
Автор слів Михайло Ткач, автор музики Олександр Білаш.

## Виконавці
Пісню виконували багато співаків, серед яких Дмитро Гнатюк, Віктор Женченко, Микола Кондратюк, Анатолій Мокренко, Гурт Барви.
Пісня увійшла до фільму-концерту «Як цвіт весняний…» Пісні Олександра Білаша.